# Kees Bekker
Cornelius Bekker detto Kees (Breda, 26 gennaio 1883 – 28 dicembre 1964) è stato un calciatore olandese.
Bekkers ha giocato sei match per la nazionale olandese tra il 1906 e il 1908. L'esordio è avvenuto il 29 aprile 1906, nella partita persa dall'Olanda per 5 a 0 contro il Belgio. Ha giocato l'ultima partita in nazionale il 25 ottobre 1908 contro la Svezia (5-3).